# Ferrari SP48 Unica
Ferrari SP48 Unica – supersamochód klasy średniej typu one-off wyprodukowany pod włoską marką Ferrari w 2022 roku.

## Historia i opis modelu
Na początku maja 2022 Ferrari nowy model specjalny z linii wyróżniającej się unikatowymi konstrukcjami zbudowanymi na specjalne zamówienie klientów. SP48 Unica przyjęła postać 2-drzwiowego coupé, powstając na bazie Ferrari F8 Tributo i dzieląc z nim m.in. płytę podłogową czy podzespoły techniczne. Jednocześnie pojazd zyskał unikalny projekt stylistyczny autorstwa Ferrari Styling Centre pod dowództwem głównego stylisty firmy, Flavia Manzoniego.
Ferrari SP48 Unica zyskała całkowicie unikalny projekt stylistyczny, z przeprojektowanymi wlotami powietrza, smukłą sylwetką bogatą w liczne przetłoczenia, a także wąskimi reflektorami z umieszczonymi pod nimi wlotami powietrza do efektywnego chłodzenia układu hamulcowego. Charakterystyczną cechą tylnej części nadwozia stały się wąskie lampy wykonane w technologii LED, podwójna końcówka wydechu, a także brak szyby.
Silnik napędzający SP48 Unica został zapożyczony z pokrewnego F8 Tributo. Podwójnie turbodoładowana jednostka typu V8 wyróżnia się pojemnością 3,9 litra, mocą 720 KM i maksymalnym momentem obrotowym 770 Nm. Napęd przenoszony jest na tylną oś przy pomocy 7-biegowej przekładni zautomatyzowanej. Sprint do 100 km/h zajmuje 3 sekundy, a prędkość maksymalna samochodu określona została na 340 km/h.

### Sprzedaż
Ferrari SP48 Unica to unikatowa konstrukcja typu one-off, zbudowana w jednym egzemplarzu na specjalne zamówienie długoletniego klienta włoskiej firmy, który kolekcjonuje wiele rzadkich modeli wyprodukowanych w Maranello na przestrzeni lat. Ferrari nie ujanwniło tożsamości nabywcy, podobnie jak ceny, na jaką opiewała transakcja.

### Silnik
- V8 3.9l 720 KM